# Sound Transit
Sound Transit es la autoridad de transporte público del área metropolitana de Seattle (Washington, EE. UU.), cuyo nombre oficial es Central Puget Sound Regional Transit Authority (en español: Autoridad Regional del Tránsito Central del Estrecho de Puget). Fue creada en 1996 por los concejales de los condados de Snohomish, King y Pierce y comenzó a prestar servicio el 19 de septiembre de 1999. La compañía también opera por sí misma líneas de autobuses expresos, trenes de cercanías y servicio de trenes ligeros en toda la región y se encarga de los proyectos en ejecución, expansión y apoyo de cualquier servicio a la región.